# Hand of Fate
Hand of Fate (рус. Рука судьбы) — компьютерная игра австралийской компании-разработчика Defiant Development, совмещающая жанр action/RPG с коллекционной карточной игрой. Игра вышла 17 февраля 2015 года для персональных компьютеров под управлением операционных систем Windows, macOS и Linux, а также для PlayStation 4 и Xbox One. Финансирование разработчики игры получили через платформу Kickstarter, где их проект в декабре 2013 года собрал 54 тыс. долларов. 7 июля 2014 года Hand of Fate стала доступна пользователям Steam в рамках программы раннего доступа.

## Геймплей
Основа игрового процесса Hand of Fate — это карточная игра между игроком и управляемым компьютером сдающим, который выступает в роли главного антагониста. Игрок собирает колоду из карт, которые определяют уровни, по которым движется его персонаж. Каждая карта может отражать сюжетное событие (например, встречу с торговцем или небольшое приключение в таверне) или испытание (комната с ловушками или сражение). Задача каждой партии — дойти до последнего уровня, где персонаж должен сразиться с боссом. Сражения выполнены в стиле Action/RPG — персонаж в реальном времени сражается с компьютерными противниками на небольшой арене, может наносить удары оружием, блокировать вражеские атаки и совершать кувырки.

## Критика и отзывы
| Сводный рейтинг       | Сводный рейтинг                        |
| Агрегатор             | Оценка                                 |
| --------------------- | -------------------------------------- |
| GameRankings          | PC: 81,46 % XONE: 79,75 % PS4: 79,28 % |
| Русскоязычные издания |                                        |
| Издание               | Оценка                                 |
| Riot Pixels           | 60 %                                   |

Игра получила в основном положительные отзывы критиков. Средняя оценка Hand of Fate на агрегаторе рецензий Metacritic составляет 80 баллов из 100 возможных для ПК и 76 баллов для PlayStation 4. Обозреватель сайта IGN Лиф Джонсон, давший игре 7.0 баллов, высоко оценил новаторское совмещение жанров и уникальность каждого прохождения, но посчитал боевую систему слишком простой и отметил наличие технических проблем.
Летом 2018 года, благодаря уязвимости в защите Steam Web API, стало известно, что точное количество пользователей сервиса Steam, которые играли в игру хотя бы один раз, составляет 624 982 человека.

## Продолжение
5 апреля 2016 года в интернете появилась новость от австралийской студии-разработчика и издателя Defiant Development о том, что они работают над игрой Hand of Fate 2. Вторая часть игры будет похожа на первую, при этом будут нововведения: в игре появиться двуручное оружие и возможность брать одно оружие в каждую руку. Также по появившимся скриншотам заметно, что графика игры будет улучшена. Релиз игры состоялся 7 ноября 2017 года.